# Gregorka
Gregorka je priimek v Sloveniji, ki ga je po podatkih Statističnega urada Republike Slovenije na dan 1. januarja 2010 uporabljalo 85 oseb in je med vsemi priimki po pogostosti uporabe uvrščen na 5.013 mesto.

## Znani nosilci priimka
- Boris Gregorka (1906—2001), telovadec, športni delavec
- Dušan Gregorka, strojnik
- Jan Gregorka, jazz-glasbenik
- Janez Gregorka (20.5.1915—13.8.1984), kipar